# (72632) Coralina
(72632) Coralina est un astéroïde de la ceinture principale.

## Description
(72632) Coralina est un astéroïde de la ceinture principale. Il fut découvert le 23 mars 2001 à Gnosca par Stefano Sposetti. Il présente une orbite caractérisée par un demi-grand axe de 3,19 UA, une excentricité de 0,13 et une inclinaison de 6,5° par rapport à l'écliptique.

## Compléments